# 투페이스

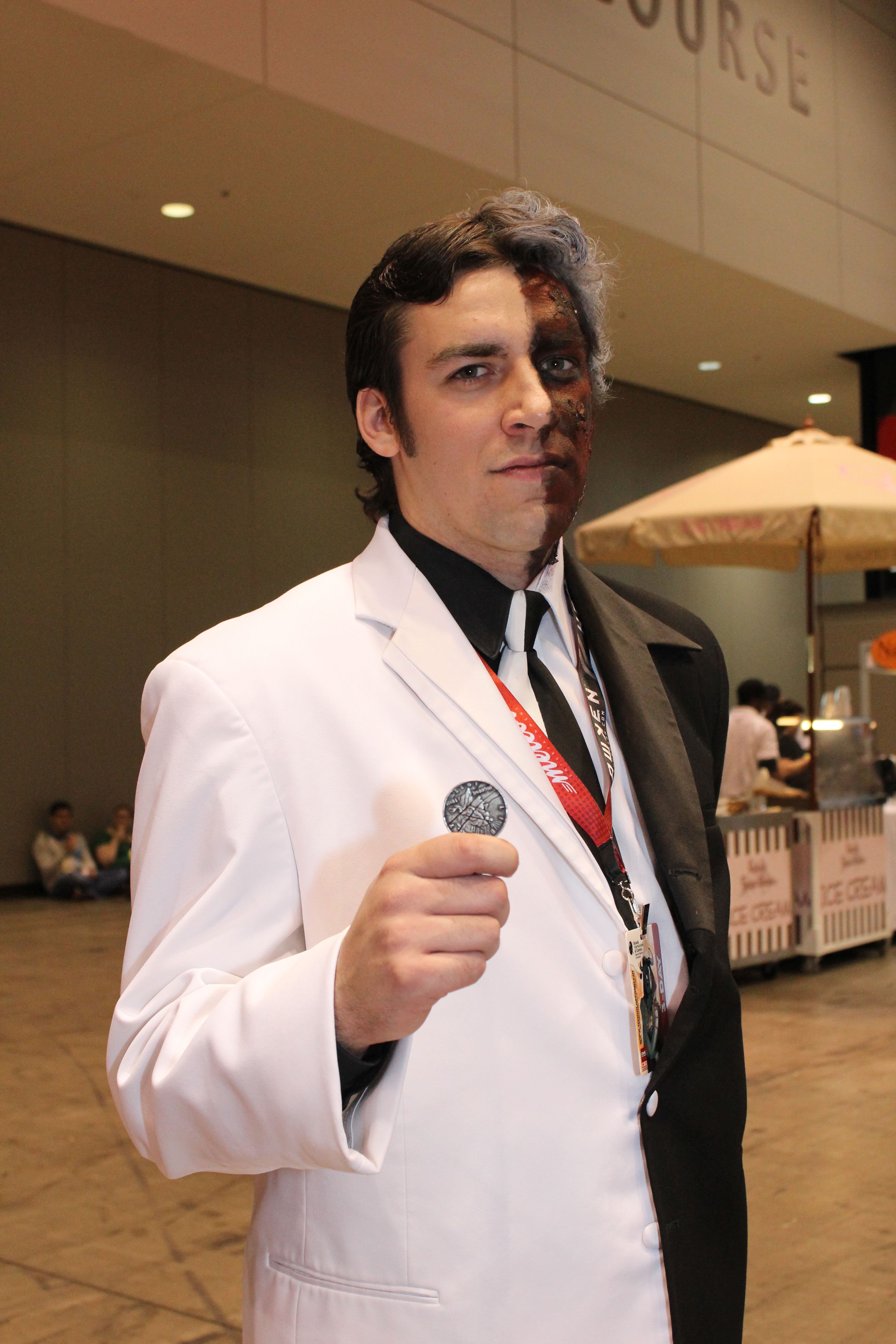

투페이스(Two-Face)는 DC 코믹스에서 출판되는 만화책들에 나오는 허구상의 캐릭터이다. 디텍티브 코믹스 #66 (1942년 8월)에 처음으로 등장하며, 밥 케인과 빌 핑거에 의해 창조되었다. 한때 고담시티의 지방 검사이자 배트맨과 제휴했던 하비 덴트(Harvey Dent)였지만, 산(酸)에 의해 그의 반쪽 얼굴의 외관이 손상되자 광기에 사로잡혀 범죄자 투페이스로 전락하였다. 이후 그는 동전을 던져올린 결과에 따라 선과 악 한쪽을 선택하는 이중성을 갖게 되었다. 원래 투페이스는 만화책에서 속임수에 초점을 맞춘 수많은 악당 가운데 하나로, 2월 2일 2시에 고담 제2국립은행을 약탈하는 등 숫자 2와 관련 있는 시간과 장소에 맞춰 범죄를 저지르고 다녔다. 근래 들어 작가들은 해리성 정체감 장애와 아동 학대의 이력 때문에 이중성과 운에 사로잡힌 그의 모습을 표현하였다.
최근에 작가들은 아동 학대 내력과 다중 인격 장애의 결과로 생긴 그의 이중성과 비운, 강박관념에 대해 묘사하고 있다. 그는 동전에 대한 강박관념에 사로잡혀 무언가를 결정할 때 항상 동전을 튕겨서 나온 결과에 따른다. 앞면이 나오면 온건한 쪽으로, 뒷면이 나오면 과격한 쪽으로 행동하는 것이다.